# Dilophus strigilatus
Dilophus strigilatus är en tvåvingeart som beskrevs av Mcatee 1922. Dilophus strigilatus ingår i släktet Dilophus och familjen hårmyggor. Inga underarter finns listade i Catalogue of Life.